# 로즈마린산
로즈마린산(Rosmarinic acid)는 다양한 식물에서 발견되는 생화학적 조성물인 화합물이다.
깻잎, 레몬, 로즈마리 등에서 보여지는 생화합물로 천연물질인 로즈마린산은 항염증 효과가 있는 것으로 발표된바있다.

## 같이 보기
- 항염증 작용